# バルシューレ
バルシューレ（独: Ballschule, 英: Heidelberg Ball School）は、子ども向けのボールゲーム指導プログラム。そのコンセプトは、1996年、ドイツのハイデルベルク大学スポーツスポーツ科学研究所のクラウス・ロス教授によって開発され、1998年、初のバルシューレコースが小学校で実施された。
バルシューレのプログラムはすべて、科学的にレビュー、更新され、完全に分化している。バルシューレはすべての子供に活動プログラムを提供する。子供の運動発達をサポートし、運動障害のある子供だけでなく、スポーツゲームで非常に才能のある子供も対象者となる。 イノベーションコンテスト「Deutschland-Land der Ideen」（2009年）で表彰され、栄養と運動のプラットフォーム（platform for Nutrition and Movement (peb)）（2003年）で「卓越性の特徴（“hallmark of excellence”）」と評価された。バルシューレは、ディートマー・ホップ。マンフレッドローテンシュレーガー財団（Manfred-Lautenschläger Foundation）によって支援されている。

## コンセプト-目標、コンテンツ、方法
バルシューレは、運動不足の子どもたちが増え続けている問題を解消することを目的とした非営利団体。特定の種類のスポーツの専門家ではなく、知的スキル 、感情スキル、運動スキルの全体的な発達を通じて多くのスポーツで訓練されるため、万能選手になる。ボールで遊ぶことと、スポーツグループ内での社会的統合（social integration）が優先される。子供たちは、路上、サッカー場、牧草地で、暗黙のうちに指示なしで行うことができるようになる 。「 一般から特定へ 」というモットーで、バルシューレは統合スポーツ教育の基本的な哲学に従う。すべてのスポーツゲームは、互いに似ている「家族」と見なされる。 それらの類似点（モジュール）は、特定のスポーツゲームに対して非特異的に、すなわち包括的に教えられる。目的は、すべてのスポーツゲームで迅速かつ効果的な学習を保証する、基本的で一般化可能な能力の幅広い基盤である。バルシューレの指導なしの教育は、子どもたちが教えられているという感覚が無いままに学び、遊びの創造性を発達させ、すべての子どもたちを運動に参加させるという全体的な目標を達成するのに役立つ。 
レッスンでは、子どもたちは足、手、スティック/ラケット/バットなどで遊び、ギャップの認識、ボールのパスとボールの理想的な位置の決定、ボールの通過の制御などのスキルを習得する。 プログラムのカリキュラムは、子供向けスポーツプログラムの4つの重要な原則に基づいている。すなわち、発達段階、汎用性（目標）、楽しい学習（内容）、および暗黙の非指導学習（方法）に関する原則である  。 

## プログラム-構造
バルシューレは18ヶ月から小学校の終わりまでの子供たちのための活動プログラム。この広い年齢範囲には、子供たちのさまざまなパフォーマンスレベルにコースの目的、内容、および方法を適合させるタスクが含まれる。全体として、子供たちは、健康とフィットネス、バレーボール 、テニス 、サッカー 、ホッケー 、ハンドボール 、またはバスケットボールを追求する若い「訓練された」アスリートになるための4つのレベルを経る。 
バルシューレのレベル： 
| 活動レベル（レベル4） | 専門化（レベル4） |
| ゲーム： - フィットネスへのオリエンテーション - 健康志向 - 目標指向のトレーニングがほとんどない - 競争圧力なし                            | テニス バドミントン バレーボール フィスボール(fistball) バスケットボール ハンドボール サッカー ホッケー ゴルフ、など |
| オリエンテーション（レベル3）：9〜11歳の子供                                                                                              | |
| 種目横断的な子ども用ボールゲーム指導プログラム（個人＆チーム） バルシューレのボール投げ投げゲーム、バルシューレのゴールスコアリングゲーム | |
| 統合（レベル2）：6〜9歳の子供 | |
| バルシューレの「ボールゲーム学習のABC」                                                                                                   | |
| はじめに（レベル1）：3〜6歳の子供 | |
| ミニボールスクール | |

「ミニボールスクール」は、 幼児や未就学児といった幼児向けのプログラムで、 幼児期のスキルの発達をサポートする。 最初の運動能力の訓練に加えて、 言語的 、 認知的 、社会的感情的能力に重点が置かれている。 このコースでは、子どもたちは自分の周りの環境を独自に探索し発見する機会を得る。 さらに、子供たちに球技を教えるレッスンや演習がある。 
「通常の」幼児、未就学児、および小学生向けの一般的なスポーツプログラムとは異なり、バルシューレは、注意欠陥多動性障害 （ ADHD）の子供向け、過体重/ 肥満 （「Ball School light」）向け  、身体障害者 および非常に才能のある子供向け  のプログラムも提供している。各プログラムには固有の概念がある。 「Ball School INCLUSIVE」は、開発段階のプログラムで、健康な子どもと慢性疾患の子どもが一緒に遊んだり運動したりできるようにする。 

## 歴史と制度的統合
1998年、FT Kirchheimと協力して、バルシューレはハイデルベルクの小学校で初めて提供された。 2002年、友人協会「Ballschule e. V」が設立された。 2005年から2014年の間に、協力とトレーニングに関するバルシューレの活動は非常に増加した。 2015年1月1日、有限会社（Ltd. ）組織化し、新しい非営利組織は「Vision BewegungsKinder」と呼ばれ、バルシューレ（Ball School Heidelberg）と同様に、子供の運動能力をサポートするためのさらなる革新的なプログラムを設計することを計画している。 
現在、ドイツには150を超えるバルシューレ・センターがあり、そのコンセプトは国際的にも拡大している。 ブラジル、メキシコ 、日本 、スロベニア 、 オーストリア 、南アフリカ 、アメリカでさまざまなプロジェクトを通じて紹介され、世界的な存在感を確立している。 
2010/11年度には、 ハイデルベルク首都圏にある60の協力小学校で提供されている90のクラスの1つには、1,000人以上の子供が在籍していた。バルシューレが繁栄するにつれて、その数は着実に増加している。

## 日本のバルシューレ
- 特定非営利活動法人Ballschule Japan - 「ドイツ生まれの児童教育研究を背景としたボール遊び教室」と定義し、バルシューレ開発元のバルシューレハイデルベルグと提携して、バルシューレの継続的なプログラム開発及び品質向上のための研究活動に取り組んでいる[11] 。
- バルシューレ北海道 - 一般社団法人 SLDIが運営。講習会の開催、教室の開講、講師派遣、指導者養成講習会開催、イベント出典、など[12]。
- バルシューレ東京 - 株式会社アスリートプランニングが運営。教室の開講、講師派遣、指導者養成講習会開催、イベント出典、など[13]。
- 奈良教育大学 - 文部科学省「大学教育の国際化推進プログラム(海外先進教育研究実践支援)」採択プログラム「子どもスポーツ指導プログラムの国際化推進－実践的指導力のある教員養成システムの構築－」で、2007年1月、バルシューレABC「子どものボールゲーム指導者講習会」を開催した[14]。
- 岐阜協立大学 - 2010年度から、岐阜経済大学（当時）と大垣市体育連盟の協定に基づき、バルシューレを教材とした大垣市の小学校1、2年生対象の「おおがきっずスポーツスクール」を実施している[15]。
- 東京成徳大学健康・スポーツ心理学科 - バルシューレの研究・指導を行っている[16]

## 出版物（抜粋）
- - E. J. Hossner, K. Roth (2002). Sportspiele vermitteln. In K. Ferger, N., Gissel, J. Schwier (Hrsg.): Sportspiele erleben, vermitteln, trainieren (S. 111–124). Hamburg: Czwalina.
  - K. Roth (1999): Das ABC des Spielens: Technik- und Taktiktraining im Anfängerbereich. In J. Wiemeyer (Hrsg.): Techniktraining im Sport (S. 11–30). Darmstadt: IfS.
  - K. Roth (2000): Die Heidelberger Ballschule: Praxiskonsequenzen des Modells der inzidentellen Inkubation. In W. Schmidt, A. Knollenberg (Hrsg.): Sport – Spiel – Forschung: Gestern. Heute. Morgen (S. 175–179). Hamburg: Czwalina.
  - K. Roth (2003). Ballschule Rückschlagspiele: Theoretische Grundlagen. In A. Woll (Hrsg.): Miteinander lernen, forschen, spielen – Zukunftsperspektiven für Tennis (S. 41–58). Hamburg: Czwalina.
  - K. Roth (2006). Ballschule Heidelberg: Vom Talentförderprojekt zum erfolgreichen „Kindersportangebot für Alle“. In F. Bockrath (Hrsg.): Trends in der Sportvermittlung (S. 13–40). Darmstadt: TU.
  - K. Roth (2014): Motorik ABC. In I. Hunger, R. Zimmer (Hrsg.): Inklusion bewegt: Herausforderungen für die frühkindliche Bildung (S. 147–163). Schorndorf: Hofmann.
  - K. Roth, T. Damm, M. Pieper, C. Roth (2014). Ballschule in der Primarstufe. Sportstunde Grundschule Band 1. Schorndorf: Hofmann.
  - K. Roth, C. Kröger (2011). Ballschule – ein ABC für Spielanfänger (4. Aufl.) Schorndorf: Hofmann.
  - K. Roth, C. Kröger, D. Memmert (2002). Ballschule Rückschlagspiele. Schorndorf: Hofmann.
  - K. Roth, D. Memmert, R. Schubert (2006). Ballschule Wurfspiele. Schorndorf: Hofmann.
  - K. Roth, M. Raab (1999). Taktische Regelbildungen: „Mühsam, konzentriert, intentional oder mühelos, nebensächlich, inzidentell?“ In M. Wegner, A. Wilhelm, J.-P. Janssen (Hrsg.): Empirische Forschung im Sportspiel – Methodologie, Fakten und Reflexionen (S. 73–84). Kiel: IfSS.
  - K. Roth, C. Roth, U. Hegar (2014). Mini-Ballschule: Das ABC des Spielens für Klein- und Vorschulkinder. Schorndorf: Hofmann.